# Pjatnistye
Pjatnistye är en kulle i Antarktis. Den ligger i Östantarktis. Australien gör anspråk på området. Toppen på Pjatnistye är 57 meter över havet.
Terrängen runt Pjatnistye är platt åt nordväst, men åt sydost är den kuperad. Trakten är obefolkad. Det finns inga samhällen i närheten. 